# Палац Дадіані
Палац Дадіані — резиденція мегрельських правителів із роду Дадіані в грузинському місті Зугдіді.

## Історія
Італійський місіонер Арканджело Ламберті, що побував у Грузії в XVII столітті, писав, що «у князя понад 50 палаців, між якими палац у Зугдіді найкрасивіший: він побудований із дуже гарного каменю, його внутрішні покої оброблені по-перськи» .
Нині існуючий палац зведений у 1873—1878 роках для княгині Катерини Дадіані. При проектуванні архітектор Едгар Дж. Райс відштовхувався від Воронцовського палацу в Алупці. Другий палац зведений у 1880-ті роки для її сина, останнього мегрельського правителя, за проектом Леоніда Васильєва.
Після зречення Миколи Дадіані від престолу у 1866 році його сестра Саломе поїхала з матір'ю до Парижа, де 18 травня 1868 року вийшла заміж за онука маршала Мюрата — принца Ашиля Мюрата, який привіз до Мегрелії кілька реліквій бонапартистів, включаючи одну з трьох посмертних масок Наполеона. Нині вона виставлена в історичному музеї, який займає частину палацового комплексу.

## Музей

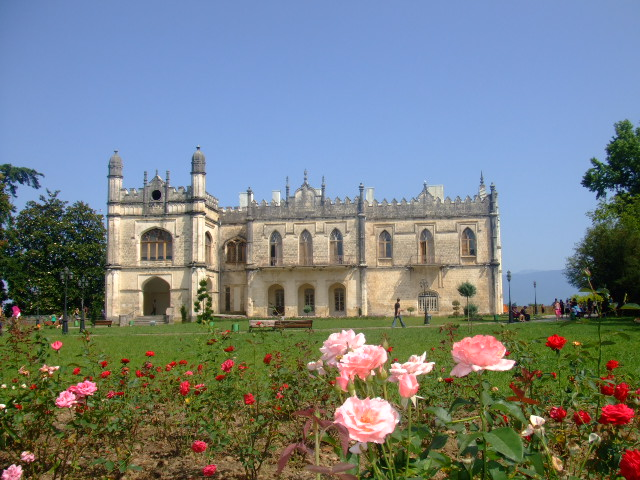
Перед палацом Дадіані.

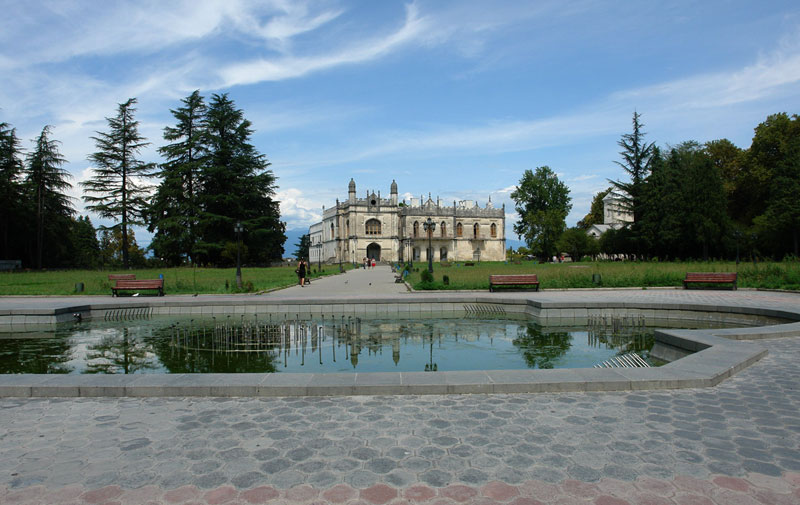
У парку перед палацом.

Музей був заснований з ініціативи володаря Мегрелії Давида Дадіані в 1849 році на базі предметів зі сховища скарбів володаря і грузинських старожитностей. Сьогодні в музеї зібрано до 41000 експонатів — рідкісних зразків грузинської національної культури. Серед них — інвентар Тагілонського скарбу (І тисячоліття до н. е.), золота антична маска, ікона матері грузинської цариці Тамари (12 ст.), пам'ятки старовини, що потрапили до Грузії після падіння Константинополя, бойова європейська зброя середньовіччя, твори живопису і графіки західноєвропейських майстрів.
Навколо палацу розкинувся великий Зугдідський ботанічний сад, який заклала за допомогою виписаних із Європи садівників мати Саломе, Катерина Олександрівна Чавчавадзе-Дадіані — рідна сестра Ніни Грибоєдова.
Площа саду становить 26,4 га.

## Питання про власність
У середині 1990-х років у Зугдіді на постійне місце проживання переїхав правнук принца Ашиля Мюрат і княжни Саломе — принц Ален Мюрат разом із дружиною принцесою Веронікою (уродженою де Шабо-Трамекур) і дочкою принцесою Матільдою. Вони заснували фонд «Мюрата у Грузії», а потім стали намагатися через Європейський суд отримати майно князів Дадіані, включаючи палац. Однак існує і грузинський Фонд порятунку палаців Дадіані, представники якого вказують на те, що в 1919 році спадкоємці Дадіані офіційно відмовилися від прав на палацовий комплекс. Під час відвідування Зугдіді 26 травня 2007 року Президент Грузії заявив, що будуть проведені роботи з відновлення палацу князів Дадіані:

«Ми збираємося так відновити єдиний збережений європейський палац Грузії — палац князів Дадіані, щоб ним пишалися як жителі Зугдіді, так і вся інша Грузія… Роботи з відновлення палацу ми почнемо в найближчі місяці. Це дорогий за вартістю проект, але я вважаю, що цей палац — гордість Грузії і дуже значна частина її історії».